# Anthicus ater
Anthicus ater là một loài bọ cánh cứng trong họ Anthicidae. Loài này được Thunberg miêu tả khoa học năm 1787.